# 結城治男
結城 治男（ゆうき はるお、1963年1月9日 - ）は、広島県出身の元サッカー選手、及びサッカー指導者。

## 来歴

### フジタ・ベルマーレ時代
広島工業高等学校から東京農業大学を経て湘南ベルマーレの前身であるフジタサッカークラブでプレー。1992年の現役引退後はJリーグに昇格したベルマーレのJrユースコーチなどを経て1997年よりL・リーグ所属のフジタSCマーキュリーの監督に就任。チームが解散する1998年まで指揮（1998年は総監督として）をとっていた。マーキュリー解散後はベルマーレに戻りユースチームの指揮をとるなどしていた。1999年にJFA 公認S級コーチのライセンスを取得している。

### ベルマーレ退団後
2003年に選手時代から長年所属していたベルマーレを去り、Jリーグ所属のヴァンフォーレ甲府のコーチに就任。2006年にはサテライト監督としてJサテライトリーグの指揮をとっている。
2007年には強化育成部長に就任。2008年には5年間いた甲府を去り横浜F・マリノスのコーチに就任するが成績不振により7月に桑原隆監督とともに解任された。10月より大宮アルディージャのテクニカルディレクターに就任した。2009年に同クラブの強化部長を、2010年からは強化育成部長として2011年まで務めた。
2012年からは同年JFLに昇格したHOYO AC ELAN大分（現：ヴェルスパ大分）の監督に就任。2015年をもってヴェルスパ大分の監督を退任。
2016年3月から岡山湯郷Belleのコーチに就任。フジタ時代以来の女子チームの指導となった。櫻井庄吾監督の辞任に伴い6月1日から監督代行を務めたが、宮間あや他主力選手との軋轢が表面化 し、7月25日に解任された。
2019年、アンジュヴィオレ広島のGM兼監督に就任した。

## 所属クラブ

### 選手時代
- 1972年 - 1975年 舟入小学校
- 1975年 - 1978年 江波中学校
- 1978年 - 1981年 広島県立広島工業高等学校
- 1981年 - 1985年 東京農業大学
- 1985年 - 1992年 フジタサッカークラブ

### 指導者時代
- 1992年 - 1995年 フジタサッカークラブ / ベルマーレ平塚
  - 1992年 - 1994年 サッカースクールコーチ
  - 1995年 Jrユースコーチ
- 1996年 - 1998年 フジタSCマーキュリー
  - 1996年 トップチームコーチ
  - 1997年 トップチーム監督
  - 1998年 トップチーム総監督
- 1999年 - 2002年 ベルマーレ平塚→湘南ベルマーレ
  - 1999年 地域コミュニティー担当チーフ
  - 2000年 育成リーダー
  - 2001年 - 2002年 ユース監督
- 2003年 - 2007年 ヴァンフォーレ甲府
  - 2003年 - 2006年 トップチームコーチ
    - 2006年 サテライト監督兼任

  - 2007年 強化育成部長
- 2008年1月 - 7月 横浜F・マリノストップチームコーチ
- 2008年10月 - 2010年 大宮アルディージャ
  - 2008年10月 テクニカルディレクター
  - 2009年 強化部長
  - 2010年 強化育成本部長
- 2012年 - 2015年 HOYO AC ELAN大分/HOYO大分/ヴェルスパ大分 監督
- 2016年 - 岡山湯郷Belle
  - 2016年3月 コーチ
  - 2016年6月 - 7月 監督代行
- 2017年3月 - 2018年3月 東京国際大学 ヘッドコーチ
- 2019年 - アンジュヴィオレ広島 GM兼監督

## 個人成績
日本サッカーリーグ成績
| 国内大会個人成績 | 国内大会個人成績 | 国内大会個人成績 | 国内大会個人成績 | 国内大会個人成績 | 国内大会個人成績 | 国内大会個人成績 | 国内大会個人成績 | 国内大会個人成績 | 国内大会個人成績 | 国内大会個人成績 | 国内大会個人成績 |
| 年度             | クラブ           | 背番号           | リーグ           | リーグ戦         | リーグ戦         | リーグ杯         | リーグ杯         | オープン杯       | オープン杯       | 期間通算         | 期間通算         |
| 年度             | クラブ           | 背番号           | リーグ           | 出場             | 得点             | 出場             | 得点             | 出場             | 得点             | 出場             | 得点             |
| 日本             | 日本             | 日本             | 日本             | リーグ戦         | リーグ戦         | JSL杯            | JSL杯            | 天皇杯           | 天皇杯           | 期間通算         | 期間通算         |
| ---------------- | ---------------- | ---------------- | ---------------- | ---------------- | ---------------- | ---------------- | ---------------- | ---------------- | ---------------- | ---------------- | ---------------- |
| 1985             | フジタ           |                  | JSL1部           | 6                | 0                |                  |                  |                  |                  |                  |                  |
| 1986-87          | フジタ           | 23               | JSL1部           | 7                | 0                |                  |                  |                  |                  |                  |                  |
| 1987-88          | フジタ           | 23               | JSL1部           | 19               | 0                |                  |                  |                  |                  |                  |                  |
| 1988-89          | フジタ           | 23               | JSL1部           | 15               | 1                | 0                | 0                |                  |                  |                  |                  |
| 1989-90          | フジタ           | 23               | JSL1部           | 18               | 1                | 1                | 0                |                  |                  |                  |                  |
| 1990-91          | フジタ           | 3                | JSL2部           | 2                | 0                | 1                | 0                |                  |                  |                  |                  |
| 1991-92          | フジタ           | 3                | JSL2部           | 0                | 0                | 0                | 0                |                  |                  |                  |                  |
| 通算             | 日本             | 日本             | JSL1部           | 65               | 2                |                  |                  |                  |                  |                  |                  |
| 通算             | 日本             | 日本             | JSL2部           | 2                | 0                | 1                | 0                |                  |                  |                  |                  |
| 総通算           |                  |                  |                  |                  |                  |                  |                  |                  |                  |                  |                  |

## 監督成績
| 年度 | 所属 | クラブ               | リーグ戦 | リーグ戦 | リーグ戦 | リーグ戦 | リーグ戦 | リーグ戦 | カップ戦   | カップ戦 |
| 年度 | 所属 | クラブ               | 順位     | 勝点     | 試合     | 勝       | 分       | 敗       | Lリーグ杯  | 皇后杯   |
| ---- | ---- | -------------------- | -------- | -------- | -------- | -------- | -------- | -------- | ---------- | -------- |
| 1997 | L    | フジタSCマーキュリー | 6位      | -        | 18       | 7        | -        | 11       | 予選リーグ | 準々決勝 |
| 1998 | L    | フジタSCマーキュリー | 9位      | -        | 18       | 3        | -        | 15       | 予選リーグ | 2回戦    |
| 年度 | 所属 | クラブ               | リーグ戦 | リーグ戦 | リーグ戦 | リーグ戦 | リーグ戦 | リーグ戦 | カップ戦   | カップ戦 |
| 年度 | 所属 | クラブ               | 順位     | 勝点     | 試合     | 勝       | 分       | 敗       | ナビスコ杯 | 天皇杯   |
| 2012 | JFL  | H大分                | 15位     | 35       | 32       | 9        | 8        | 15       | -          | 2回戦    |
| 2013 | JFL  | H大分                | 15位     | 32       | 34       | 9        | 5        | 20       | -          | 2回戦    |
| 2014 | JFL  | V大分                | ７位     | 33       | 26       | 8        | 9        | 9        | -          | 2回戦    |
| 2015 | JFL  | V大分                | 10位     | 37       | 30       | 10       | 7        | 13       |            | 2回戦    |